# Полуариане

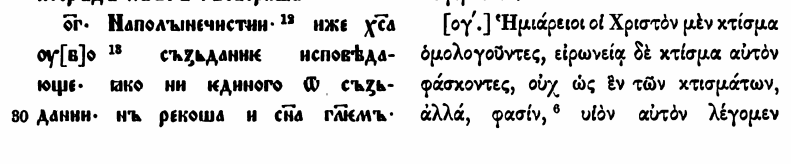
Полуариане в книге В. Н. Бенешевича Древнеславянская кормчая XIV титулов без толкования. СПб, 1907. Т. 1.

Полуариа́не (др.-греч. ἡμιάρειοι от др.-греч. ἡμι- — приставка со значением: «полу-, наполовину» + др.-греч. Ἄρειος — «Арий») или семиариа́не (лат. semiariane от лат. semi — «полу» + лат. ariane — «ариане») — одна из «партий» христианских богословов, образовавшаяся после Никейского собора, в ходе арианского спора IV века.
Между арианами в IV веке шли постоянные споры и существовало несколько арианских партии. Главным пунктом расхождения позднего арианства с учением Никейского собора стала формулировка Никейского Символа веры: «Сын единосущный (др.-греч. ὁμοούσιος) Отцу»; вместо неё были предложены другие формулировки. Евстафий Севастийский изобрел формулу «подобие по сущности» (др.-греч. κατ᾿ οὐσίαν ὅμοιον). В 358 году созывается Анкирский собор под председательством Василия Анкирского, на нём присутствует Евстафий и принимается формула Евстафия о том, что Сын подобен (ὁμοῖος) Отцу не только по власти (κατ̓ ἐξουσίαν), но и по сущности (κατ̓ οὐσίαν), а учение Никейского собора о единосущии Сына Отцу было проклято; его сущность подобна сущности Отца, различаясь от нее только тем, что она не тождественна с нею; Сын есть истинно сын, рожденный вне времени и прежде всех веков. Вождями полуариан были епископы Василий Анкирский и Георгий Лаодикийский. Первый Никейский собор не вынес суждение о Святом Духе; по этой причине среди христианских богословов существовали различные мнения о Святом Духе в IV веке; споры о единосущии Духа с Отцем и Сыном начались позднее споров о единосущии Сына с Отцем. Полуариане у авторов IV–V веков получили другое название — «македониане» или «духоборцы», по имени Константинопольского патриарха Македония I, который не исповедовал Святого Духа Богом.  Учение полуариан явилось подготовительной стадией к окончательной победе Никейского символа, завершившейся на Константинопольском соборе 381 года.
Само учение полуариан было предано анафеме на Константинопольском соборе 381 года: 
... и да предается анафеме всякая ересь, и именно: ересь евномиан, аномеев, ариан или евдоксиан, полуариан или духоборцев, савеллиан, маркеллиан, фотиниан, и аполинариан.
Полуариане описанны Филастрием в книге «Liber de Haeresibus» и Августином в книге «De Haeresibus ad Quodvultdeum Liber Unus»; у первого автора это 67 ересь, у второго автора это 52 ересь. У Епифания Кипрского в книге Панарион и у Иоанна Дамаскина в книге «О ста ересях вкратце»  полуариане это 73 ересь.
Древнерусское название полуариан — др.-рус. наполъιнєчистии. 